# Virger Widum

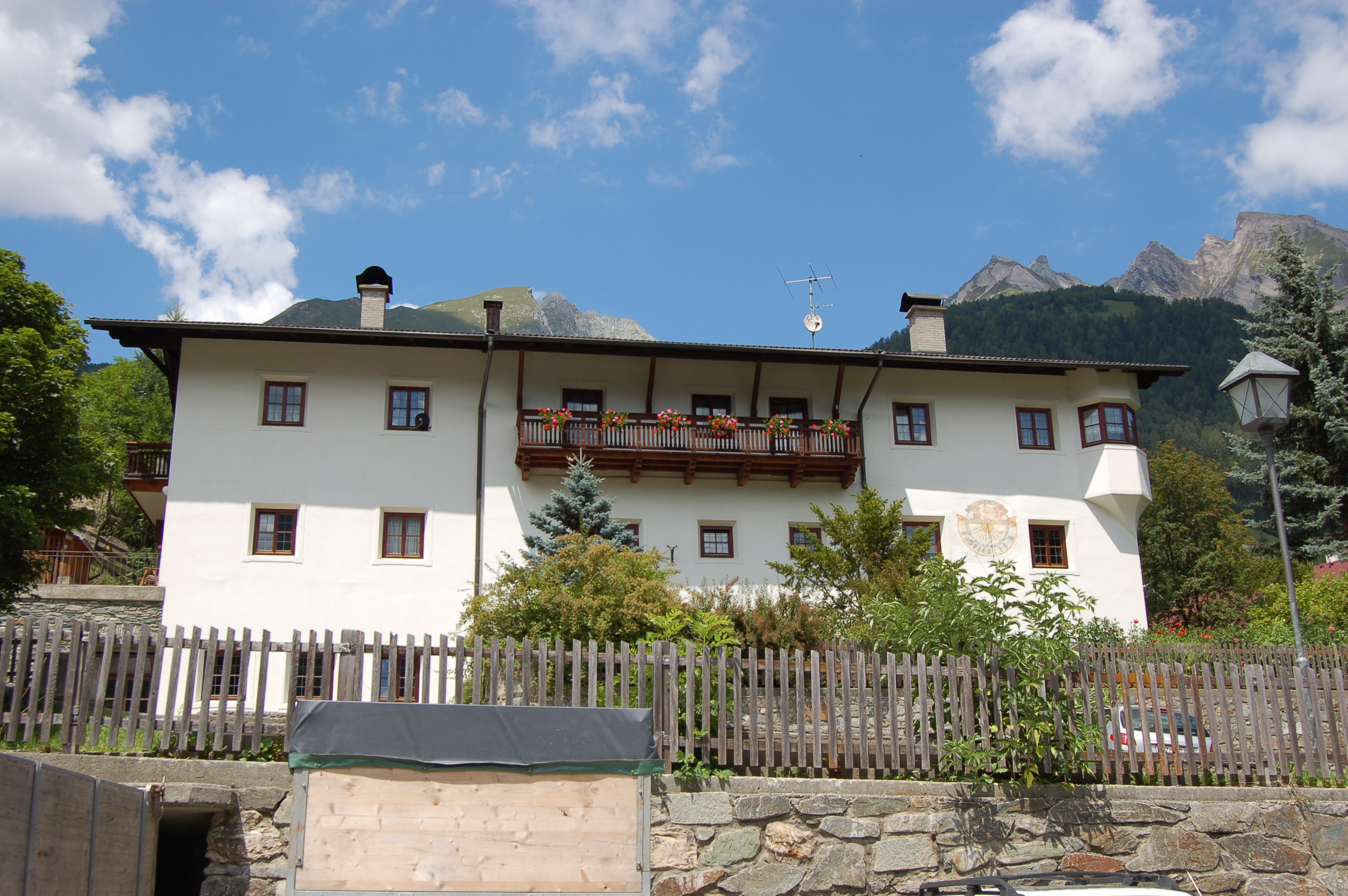
Das Virger Widum

Das Virger Widum ist das römisch-katholische Pfarrhaus der Pfarre Virgen in der Fraktion Virgen-Dorf, dem Hauptort der Gemeinde Virgen im Bezirk Lienz (Tirol). Das Widum besitzt einen mittelalterlichen Kern und steht als eines von 24 Objekten der Gemeinde unter Denkmalschutz (Listeneintrag).

## Geschichte
Das Widum liegt südwestlich des Ortszentrums bzw. der Virger Pfarrkirche an der Straße nach Niedermauern (Niedermauern Straße 22). Nachdem laut urkundlichen Belegen bereits im 12. Jahrhundert eine Pfarre in Virgen bestand, muss das erste Widum in Virgen bereits zu dieser Zeit bestanden haben. Das heutige Pfarrhaus wurde 1609 von Valentin Fercher bezogen, der 1595 das Pfarramt in Virgen angetreten hatte und zudem Pfleger der Herrschaft Kienburg gewesen war. Der urkundlichen Überlieferung nach diente das Pfarrhaus zuvor als Jagdhaus der Görzer, wobei die mit 1647 datierte Sonnenuhr auf einen nachgotischen Umbau und der Neugestaltung des Netzrippengewölbes zusammenhängen könnte.

## Bauwerk
Das Gebäude besitzt einen nahezu rechteckigen Grundriss und aufgrund der Hanglage zwei bis drei Geschoße. Die Außenwände bestehen aus verputztem und geweißelten Steinmauerwerk, wobei die Fenster Putzfaschen mit nachträglich angebrachten Ohrungen besitzen. Das Gebäude wurde in verschiedenen Epochen durch Zu- und Umbauten sowie Aufstockungen erweitert und besitzt im Westen einen rezenten Anbau. Hervorstechend an der Südfassade sind die Sonnenuhr mit Sonnenhalbrund und Strahlen, knienden Engeln und flankierendem Totenkopf unter einer Glocke sowie ein fünfseitiger Erker und drei sogenannte Erdbebenpfeiler aus Natursteinmauerwerk. An der Westfassade ist der alte Baukörper durch einen horizontalen Absatz über dem ersten Obergeschoß deutlich zu erkennen. Die hangseitige Nordfassade besitzt auf Grund ihrer Lage nur zwei Geschoße mit zwei Fensterachsen im alten Baukörper. Der Neubau ist durch einen rund 2 Meter breiten Rücksprung vom übrigen Baukörper abgehoben.